# سوزان ناثان
سوزان ناثان (بالعبرية: סוזן נתן‏) هي كاتِبة إسرائيلية، ولدت في يناير 1949.